# Robert Schramm
Robert Schramm (ur. 1837 r. – zm. 1885 r.) – burmistrz Raciborza w latach 1870–1885.
Robert Schramm był sędzią powiatowym oraz członkiem magistratu bytomskiego. W 1870 roku został burmistrzem Raciborza. Stanowisko to piastował do 1885 roku. O tym ile włożył w rozwój miasta świadczy poświęcenie mu jednej z ulic – Schrammstraße, dzisiejsza ul. Sienkiewicza.